# Политическа география
Политическата география е обществено-географска научна дисциплина, изучаваща взаимодействието между географското пространство и политическите процеси. 

## Обект
Обект на изучаване на политическата география е държавата и територията ѝ.

## История
Терминът политическа география се употребява за първи път от немския географ и статистик Антон Фридрих Бюшинг. Първият систематизиран труд по политическа география е дело на Фридрих Ратцел. В края на 19 и началото на 20 век политическата география се развива главно в Германската империя. Първопроходник на политическата география в България е Анастас Иширков.

## Политическа регионалистика
Понастоящем все повече си пробива път и се налага в обращение едно ново терминологично понятие – политическата регионалистика, като съвременно допълнение към политическата география.